# Misión Robinson
La misión Robinson (el nombre Robinson viene por el seudónimo que utilizó el escritor Simón Rodríguez) es un programa social del gobierno nacional venezolano de Hugo Chávez, para enseñar a leer y escribir a la población analfabeta venezolana, con materiales de educación distintos a lo habitual y elaborados en Cuba, denominados "Yo, sí puedo".
Entre los equipos destacan libros, útiles escolares, diapositivas, así como lentes para gente con problemas de la visión, que son regalados a los beneficiados. El programa se divide en distintos niveles, según los conocimientos del instruido. La meta es acabar con el analfabetismo en el país, y a partir de Misión Robinson se han hecho otros programas de instrucción masiva para la población, como: Misión Ribas y Misión Sucre. Según una encuesta de Datanálisis el 72,2% de la población apoyaba las misiones de educación.

## Resultados

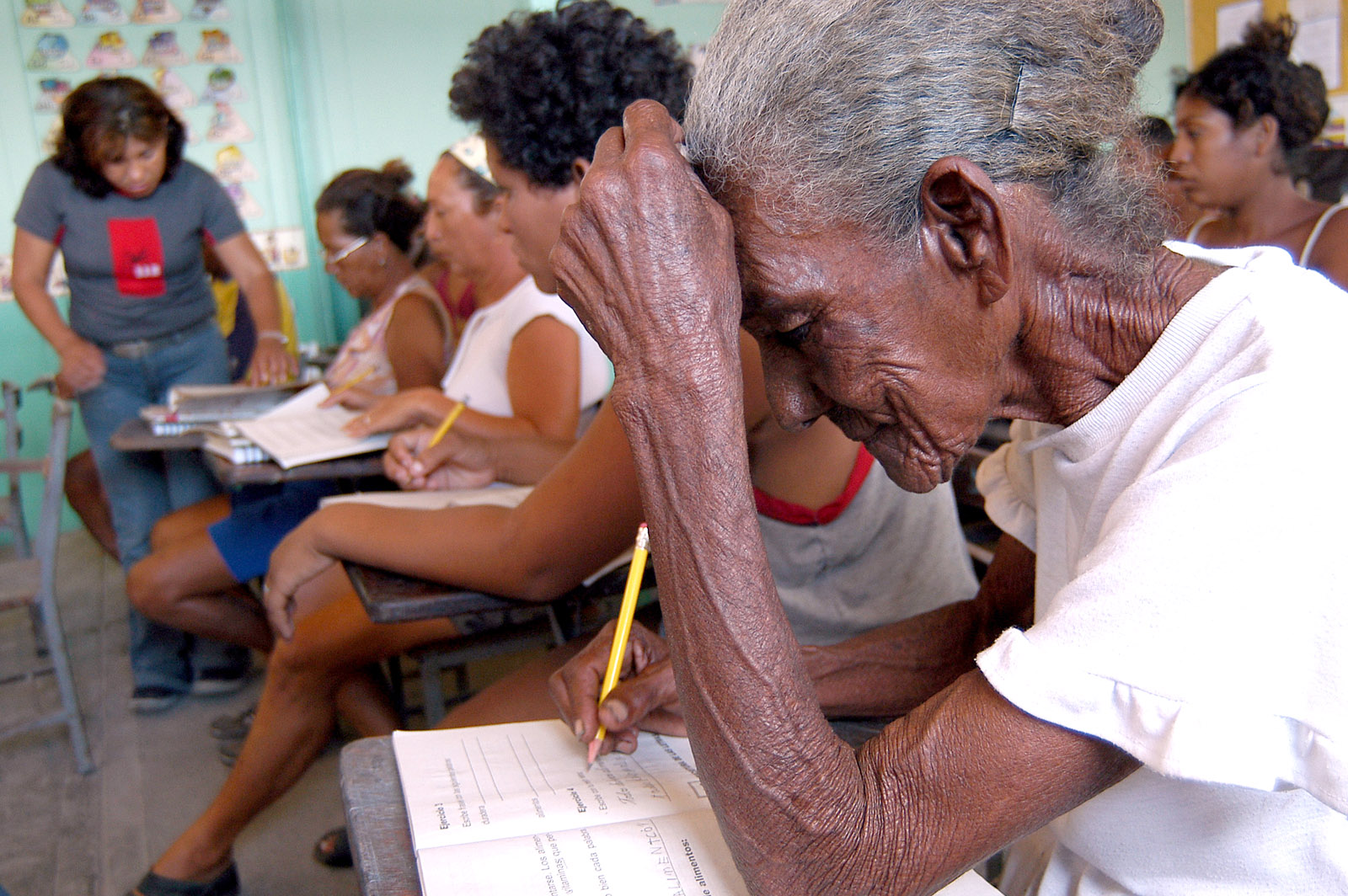
En desarrollo del Plan Nacional de Alfabetización. Personas de la tercera edad aprendiendo a leer y escribir con la misión Robinson en Isla Borracha, Estado Anzoátegui el 27 de marzo de 2004.

En 2005, el gobierno de Chávez declaró a Venezuela como "Territorio libre de analfabetismo". Sin embargo, en 2008 Francisco Rodríguez y Daniel Ortega publicaron su trabajo de investigación titulado ¿Libre de analfabetismo? Una mirada cercana a la campaña de alfabetización Robinson de Venezuela, donde estudiaron los resultados del programa de alfabetización Misión Robinson y determinaron que tuvo efectos muy pequeños sobre el nivel de alfabetización, consiguiendo incluso que en varias de las estimaciones que realizaron el efecto era estadísticamente indistinguible de cero. En su reporte Reporte de Monitoreo del EPT del año 2015, la UNESCO reportó que Venezuela no alcanzaría el cuarto objetivo del Marco de Acción de Dakar, que consistía en “aumentar de aquí al año 2015 el número de adultos alfabetizados en un 50%, en particular tratándose de mujeres, y facilitar a todos los adultos un acceso equitativo a la educación básica y la educación permanente”, al menos de acuerdo con su proyección de 2013 que estimaba que Venezuela se encontraría entre los países que estarían alrededor de 5% por debajo del objetivo. Para 2015, la UNESCO estimó que el analfabetismo en el país alcanzaba el 4,6%.

## Críticas
La oposición mostró su escepticismo a la misión por considerarla como un pretexto para la entrada de instructores cubanos, educación en masa de mala calidad, para fines distintos al de educar. También mencionaron que el fin real de la misión hubiese sido el adoctrinamiento de la población, otras acusaciones son de casos de corrupción en el destino de los recursos. El director del Instituto de Investigaciones Económicas y Sociales de la Universidad Católica Andrés Bello, dijo "Las misiones tienen un contenido propagandístico muy elevado".